# Botrychium pinnatum
Botrychium pinnatum là một loài dương xỉ trong họ Ophioglossaceae. Loài này được H. St. John mô tả khoa học đầu tiên năm 1929.

## Hình ảnh

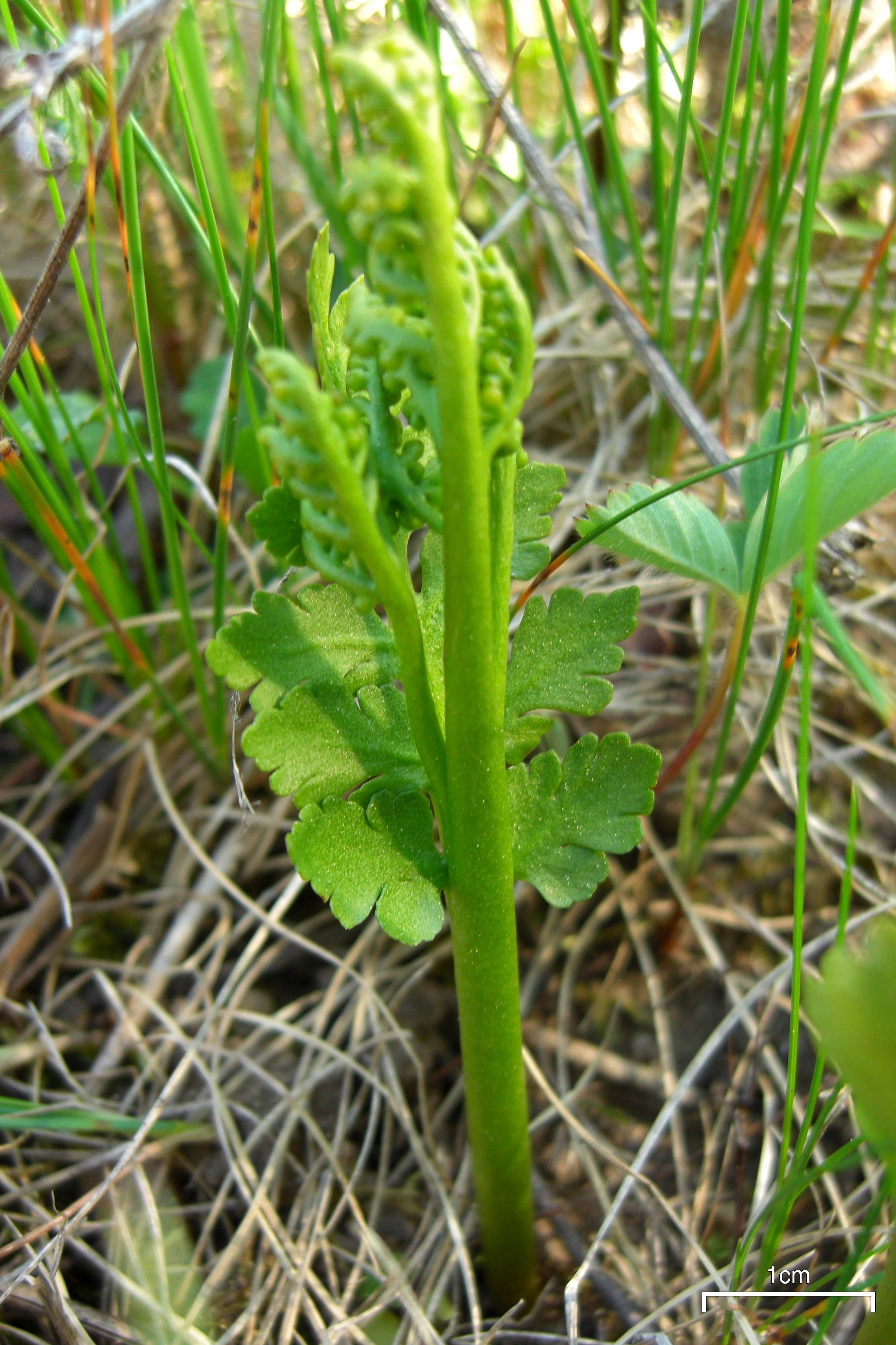
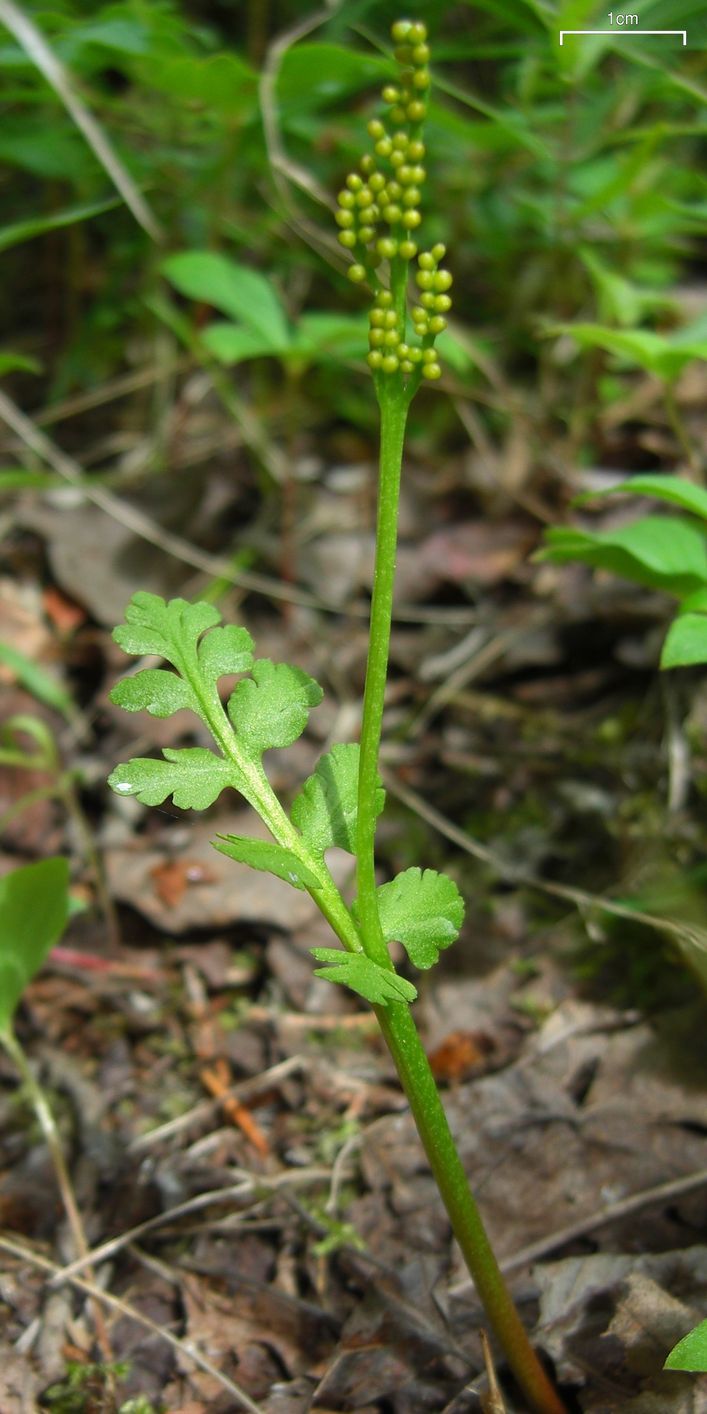
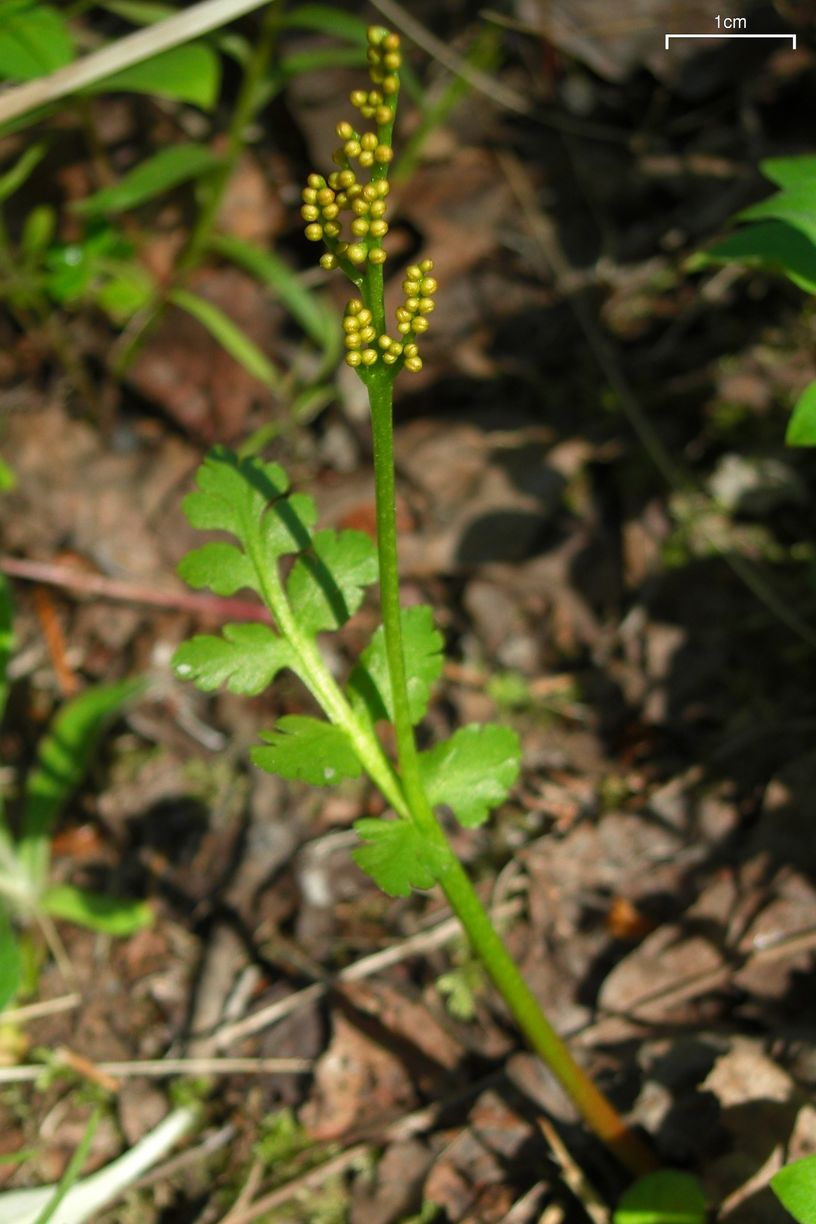